# Gouvernement Deubet
IIIe République
Dadnadji Padacké I
Le gouvernement Kalzeubé Pahimi Deubet est le gouvernement de la république du Tchad du 24 novembre 2013 au 13 février 2016,,.

## Composition
La composition est la suivante,
| Portefeuille | Nom | Nom                                                          | Parti |
| --- | --- | ------------------------------------------------------------ | ----- |
| Premier ministre |     | Kalzeubé Pahimi Deubet                                       | MPS   |
| Ministre conseiller à la Présidence de la République                                                                                |     | Beyom Malo Adrien                                            | MPS   |
| Ministre des Affaires étrangères et de l'Intégration africaine                                                                      |     | Moussa Faki Mahamat                                          |       |
| Ministre de l'Intérieur et de la Sécurité publique                                                                                  |     | Mahamat Yaya Oki Dagache                                     |       |
| Ministre de la Sécurité publique |     | Ahmat Mahamat Bachir (à partir du 24/08/2015)                |       |
| Ministre des Finances et du Budget                                                                                                  |     | Bedoumra Kordje                                              |       |
| Ministre délégué à la Présidence de la République chargé de la Défense nationale, des Anciens combattants et des Victimes de guerre |     | Benaindo Tatola                                              |       |
| Ministre des Postes et des Nouvelles technologies de l'information                                                                  |     | Daoussa Déby Itno                                            |       |
| Ministre des Infrastructures et des Transports                                                                                      |     | Adoum Younousmi                                              | MPS   |
| Ministre de la Justice et Garde des Sceaux                                                                                          |     | Jean Bernard Padaré (jusqu'au 30/12/2013) Béchir Madet       | MPS   |
| Ministre de l'Économie, du Plan et de la Coopération internationale                                                                 |     | Mariam Mahamat Nour                                          | MPS   |
| Ministre de l'Agriculture et l'Irrigation                                                                                           |     | Moussa Mahamat Agrey                                         |       |
| Ministre de la Communication et porte-parole du gouvernement                                                                        |     | Hassan Sylla Bakari                                          | MPS   |
| Ministre de l'Energie et du Pétrole                                                                                                 |     | Djerassem Le Bemadjiel                                       |       |
| Ministre de l'Environnement et des Ressources halieutiques                                                                          |     | Mahamat Issa Halikimi                                        |       |
| Ministre de l'Urbanisme, de l'Habitat, des Affaires foncières et des Domaines                                                       |     | Gata Ngoulou                                                 |       |
| Ministre de l'Assainissement public et de la Promotion de la bonne gouvernance                                                      |     | Abderaman Sallah                                             |       |
| Ministre du Commerce et de l'Industrie                                                                                              |     | Abderahim Biremé Hamid                                       |       |
| Ministre de l'Enseignement fondamental et de l'Alphabétisation                                                                      |     | Albatoul Zakaria                                             |       |
| Ministre de l'Enseignement supérieur et de la Recherche scientifique                                                                |     | Mackaye Hassan Taisso                                        |       |
| Ministre de l'Enseignement secondaire et des Formations professionnelles                                                            |     | Ahmat Mahamat Acyl                                           |       |
| Ministre de la Culture, des Arts et de la Conservation du patrimoine                                                                |     | Dayang Menwa Enock                                           |       |
| Ministre de l'Aménagement du territoire, de la Décentralisation et des libertés locales                                             |     | Ibrahim Koullamallah (jusqu'au 05/02/2014) Laouna Gong Raoul |       |
| Ministre de l'Action sociale, de la Solidarité nationale et de la Famille                                                           |     | Baiwong Djibergui Amane Rosine                               |       |
| Ministre de la Jeunesse et des Sports                                                                                               |     | Adoum Forteye                                                | MPS   |
| Ministre des Micro-crédits pour la promotion de la femme et de la jeunesse                                                          |     | Banata Tchalet Sow                                           |       |
| Ministre de la Fonction publique, du Travail et l'Emploi                                                                            |     | Abdoulaye Abakar (jusqu'au 05/02/2014) Abderamane Moukhtar   |       |
| Ministre de la Santé publique |     | Ngariera Rimadjita                                           |       |
| Ministre du Développement pastoral et des Productions animales                                                                      |     | Issa Ali Taher                                               |       |
| Ministre de l'Hydraulique rurale et urbaine                                                                                         |     | Abdelkérim Bakhit Amadaye                                    |       |
| Ministre des Mines et de la Géologie                                                                                                |     | Oumar Adoum Sini                                             |       |
| Ministre de l'Aviation civile et de la Météorologie nationale                                                                       |     | Haoua Acyl                                                   |       |
| Ministre des Droits de l'Homme et de la Promotion des libertés fondamentales                                                        |     | Laouna Gong Raoul (jusqu'au 05/02/2014) Ibrahim Koullamallah |       |
| Ministre du Tourisme et de la Promotion de l'artisanat                                                                              |     | Abderahim Younous Ali                                        |       |
| Secrétaire général du gouvernement chargé des Relations avec l'Assemblée nationale                                                  |     | Abdoulaye Sabre Fadoul                                       |       |
| Secrétaire d'État aux Affaires Etrangères, chargé des tchadiens de l'Etranger                                                       |     | Kassiré Isabelle                                             |       |
| Secrétaire d'État à l'Economie, au Plan et la Coopération Internationale                                                            |     | Djimasbeye Ndade Mandagua                                    |       |
| Secrétaire d'État aux Finances et au Budget                                                                                         |     | Amina Mahamat                                                |       |
| Secrétaire d'État à la Santé publique                                                                                               |     | Mahamat Adji Ngoua                                           |       |
| Secrétaire d'État à l'Aménagement du territoire, de la Décentralisation et aux Libertés locales                                     |     | Gomdigue Baidi Lomey                                         |       |
| Secrétaire d'État à l'Intérieur et à la Santé publique                                                                              |     | Beade Dionra Jeremie                                         |       |
| Secrétaire générale adjointe du gouvernement                                                                                        |     | Amina Kodjiyana                                              |       |